# Südost Autobahn
Südost Autobahn er en betegnelse for motorvej A3 i Østrig, der forløber fra Südautobahn A2 syd for Wien til Eisenstadt, hvor den slutter sig til Schnellstraße S31. Den har en samlet længde på 38 kilometer. Motorvejen er planlagt forlænget til den ungarske grænse ved Klingenbach. Anlægsperioden forventes af være 2013 til 2016.
Oprindelig skulle Südost Autobahn ved Wien krydse S1 og knytte sig videre til Südosttangente A23 ved Simmering og derfra føre helt ind til Wien. På grund af protester fra miljøaktivister blev A3 dog bygget til det nuværende tilknytningspunkt på Südautobahn A2. Nummereringerne af afkørslerne i Burgenland viser tegn på denne ændrede linjeføring, da numrene ved grænsen til Niederösterreich springer fra afkørsel nr. 13 til afkørsel nr. 30.